# 強迫取分
強迫取分（英語：squeeze，或稱），是一個棒球運動中使用的術語。在比賽中意指強迫取分戰術，就是在三壘有人情況下，壘上跑者在投手投球時提前起跑，打者則以短打方式助三壘跑者回到本壘得分，不過一旦被識破時，跑者幾乎會遭刺殺出局（對手失誤除外），使用時間必須拿捏的很恰當，算是一種風險較大的戰術。

## 使用時機
- 無人出局或者一人出局。
- 打擊者打擊率不高。
- 三壘跑者腳程快。
- 領先（或者落後）分數差距不大。
- 其他如對方內野守備圈未縮小，出其不意等等。

## 參照
- 棒球術語列表
- 犧牲打
- 盜壘

## 外部連結
- 強迫取分在台灣棒球維基館上的頁面（繁體中文）